# Sadkî, Jîdaciv
Sadkî (în ucraineană Садки) este un sat în comuna Verbîțea din raionul Jîdaciv, regiunea Liov, Ucraina.

## Demografie
Componența lingvistică a localității Sadkî
     Ucraineană (97,36%)
     Rusă (1,32%)
     Alte limbi (0,33%)
Conform recensământului din 2001, majoritatea populației localității Sadkî era vorbitoare de ucraineană (97,36%), existând în minoritate și vorbitori de rusă (1,32%).